# TX Leporis
TX Leporis (TX Lep / HD 34797 / HR 1754) es una estrella variable de magnitud aparente media +6,54 situada en la constelación de Lepus.
Catalogada como variable Alfa2 Canum Venaticorum, muestra una variación de brillo de 0,04 magnitudes.
Se encuentra a 775 años luz de distancia del sistema solar.
TX Leporis es una subgigante de tipo espectral B8/B9IV con una temperatura efectiva de 12.650 K.
Brilla con una luminosidad 257 veces superior a la luminosidad solar y su masa es 3,6 veces mayor que la del Sol.
Tiene una edad de 144 millones de años, lo que supone unas 2/3 partes de su vida como estrella de la secuencia principal.
Gira sobre sí misma con una velocidad de rotación proyectada de 72 km/s.
TX Leporis es una estrella químicamente peculiar deficiente en helio, similar a α Sculptoris.
En comparación al Sol, es ligeramente deficiente en elementos ligeros, a excepción del silicio, «sobreabundante» en un factor de 1,8.
Por otra parte, los niveles de elementos pesados son mucho más altos que en el Sol.
El titanio es 55 veces más abundante que en nuestra estrella y elementos como manganeso, estroncio, itrio y circonio son 100 veces más abundantes.
Los elementos de tierras raras llegan a alcanzar niveles 1000 veces más elevados que en el Sol.
Asimismo destaca su intenso campo magnético longitudinal de 1059 G, superado solo por un reducido número de estrellas, entre ellas HD 154708 y HD 157751.
TX Leporis forma una estrella doble con YZ Leporis (HD 34798 / HR 1753), estrella de tipo B5IV/V cuya separación visual es de 39 segundos de arco.
Es una estrella pulsante de largo período (LPB) cuyo brillo oscila entre magnitud +6,30 y +6,36.